# جورج ويلكينز (سياسي)
جورج ويلكينز هو محامي وسياسي أمريكي، ولد في 6 ديسمبر 1817، وتوفي في 22 مارس 1902. نشط حزبياً في الحزب الجمهوري. وقد انتخب عضو مجلس ولاية فيرمونت ‏.